# Superpuchar Ukrainy w piłce siatkowej mężczyzn
Superpuchar Ukrainy w piłce siatkowej mężczyzn (ukr. Суперкубок України з волейболу серед чоловіків, ros. Суперкубок Украины по волейболу среди мужчин) – cykliczne rozgrywki w piłce siatkowej organizowane corocznie przez Ukraiński Związek Piłki Siatkowej, w których rywalizują ze sobą mistrz i zdobywca Pucharu Ukrainy. 
Rozgrywki o siatkarski Superpuchar Ukrainy rozgrywane są od 2016 roku. Pierwszym zwycięzcą tych rozgrywek został klub Barkom-Każany Lwów.

## Triumfatorzy
| Edycja | Data       | Miejsce spotkania                    | 1. miejsce                                                       | 2. miejsce                                                        | Wynik spotkania                         |
| ------ | ---------- | ------------------------------------ | ---------------------------------------------------------------- | ----------------------------------------------------------------- | --------------------------------------- |
| 1.     | 15.10.2016 | Kompleks sportowy NUWFiSU, Kijów     | Barkom-Każany Lwów (Finalista Pucharu Ukrainy)                   | Łokomotyw Charków (Mistrz i zdobywca Pucharu Ukrainy)             | 3:0 (25:22, 25:17, 26:24)               |
| 2.     | 15.10.2017 | Pałac Sportu "Budіwelnyk", Czerkasy  | Łokomotyw Charków (Mistrz Ukrainy)                               | Barkom-Każany Lwów (Zdobywca Pucharu Ukrainy)                     | 3:0 (25:17, 25:17, 25:19)               |
| 3.     | 22.09.2018 | SK ODIUSSZ, Łuck                     | Barkom-Każany Lwów (Mistrz i zdobywca Pucharu Ukrainy)           | Nowator Chmielnicki (Brązowy medalista Mistrzostw Ukrainy)        | 3:2 (19:25, 25:16, 25:18, 28:30, 15:11) |
| 4.     | 9.11.2019  | Pałac Sportu "Budіwelnyk", Czerkasy  | Barkom-Każany Lwów (Mistrz i zdobywca Pucharu Ukrainy)           | Serce Podilla Winnica (Finalista Pucharu Ukrainy)                 | 3:1 (25:22, 25:18, 14:25, 33:31)        |
| 5.     | 27.12.2020 | Kompleks sportowy "Epicentr", Gródek | Barkom-Każany Lwów (1. miejsce w Superlidze przed końcem sezonu) | Żytyczi-PNU Żytomierz (Zdobywca Pucharu Ukrainy)                  | 3:0 (26:24, 25:23, 25:20)               |
| 6.     | 27.11.2021 | Kompleks sportowy "Epicentr", Gródek | Żytyczi-PNU Żytomierz                                            | Barkom-Każany Lwów                                                | 3:2 (16:25, 25:21, 32:30, 17:25, 15:13) |
| —      | 2022       | Mecz o superpuchar nie odbył się.    | Mecz o superpuchar nie odbył się.                                | Mecz o superpuchar nie odbył się.                                 | Mecz o superpuchar nie odbył się.       |
| 7.     | 15.11.2023 | Arena PVLU, Hodyliw                  | Epicentr-Podolany Horodok (Zdobywca Pucharu Ligi)                | Prometej Dnipro (Mistrz Ukrainy)                                  | 3:1 (25:23, 22:25, 25:22, 25:20)        |
| 8.     | 3.11.2024  | Kompleks sportowy "Epicentr", Gródek | Epicentr-Podolany Horodok (Zdobywca Pucharu Ukrainy)             | Żytyczi-Polissia Żytomierz (Brązowy medalista Mistrzostw Ukrainy) | 3:0 (25:19, 25:19, 25:20)               |

## Bilans klubów
| Klub                      | 1. miejsce | 2. miejsce |
| ------------------------- | ---------- | ---------- |
| Barkom-Każany Lwów        | 4          | 2          |
| Epicentr-Podolany Horodok | 2          | 0          |
| Żytyczi-PNU Żytomierz     | 1          | 2          |
| Łokomotyw Charków         | 1          | 1          |
| Nowator Chmielnicki       | 0          | 1          |
| Prometej Dnipro           | 0          | 1          |
| Serce Podilla Winnica     | 0          | 1          |

## Nagrody MVP
- 2016 –  Wołodymyr Tewkun (Barkom-Każany Lwów)
- 2017 –  Maksym Drozd (Łokomotyw Charków)
- 2018 –  Jurij Semeniuk (Barkom-Każany Lwów) oraz  Nik Sotnik (Nowator Chmielnicki)
- 2019 –  Jurij Tomyn (Barkom-Każany Lwów) oraz  Andrij Horbenko (Serce Podilla Winnica)
- 2020 –  Anton Qafarena (Barkom-Każany Lwów)
- 2021 –  Ołeksandr Buzduhan (Żytyczi-PNU Żytomierz)
- 2023 –  Michal Finger (Epicentr-Podolany Horodok)
- 2024 –  Maksym Drozd (Epicentr-Podolany Horodok)